# Kameleon (opowiadanie)
Kameleon (ros. Xaмeлeoн) – opowiadanie napisane w 1884 r. przez rosyjskiego prozaika Antona Czechowa. Drukowane było we wrześniu 1884 r. w Oskołkach (Odpryskach).

## Znaczenie tytułu i problematyka utworu
Słowo kameleon oznacza jaszczurkę nadrzewną, łatwo zmieniającą ubarwienie, by przystosować się do kolorów otoczenia. Tytuł opowiadania odnosi się do głównego bohatera – Oczumiełowa i uwydatnia jego główną cechę – zmienność poglądów. 
Problematyka utworu ukazuje funkcjonowanie systemu policyjnego, w którym policja nie jest obrońcą prawa, lecz władzą podporządkowaną hierarchicznie. Opowiadanie uwypukla uniżanie się przed zwierzchnikami, bo od nich zależy dalsza kariera i awans – a nie od umiejętności czy kompetencji pracowników.

## Bohaterowie
- Rewirowy Oczumiełow – główny i tytułowy bohater opowiadania; służbista, karierowicz; jego charakterystyczną cechą jest szybka zmienność poglądów i chęć przypodobania się zwierzchnikom;
- Złotnik Chriukin – ofiara pogryzienia przez psa, dochodzi sprawiedliwości u rewirowego;
- Stójkowy Jełdyrin – podwładny Oczumiełowa, towarzyszy mu na służbie; Jełdrin przez zastanawianie się na głos, wywołuje zdenerwowanie i wahania zwierzchnika;
- Prochor – kucharz generała, który rozwiązuje problem – informuje, że pies należy do brata generała;
- Mieszkańcy miasteczka – bohater zbiorowy, świadkowie zdarzenia;
- Pies – biały, mały chart, który ugryzł złotnika; jego właścicielem jest brat generała;
- Brat Generała Żygałowa - właściciel psa, który ugryzł złotnika.